# Bệnh đốm lá
Bệnh đốm lá (Cercospora sojina) là một mầm bệnh thực vật nấm gây ra lá frogeye tại đậu nành. Ống mắt của ếch là một bệnh nghiêm trọng đối với đậu nành ở miền Nam Hoa Kỳ và gần đây đã bắt đầu mở rộng sang phía Bắc Hoa Kỳ, nơi đậu nành được trồng. Bệnh này cũng được tìm thấy ở các vùng sản xuất đậu nành khác trên thế giới.